# Eckstein Adolf
Ehrenbergi Eckstein Adolf (1807. – Pest, 1872. április 30.) ügyvéd, országgyűlési képviselő, országgyűlési követ.

## Élete
Ehrenbergi Eckstein János (1751-1812) királyi líceumi orvostanár és Bergmann Jozefa (1780-1839) fia volt. Eckstein Frigyes egyetemi tanár testvére volt. 1819 és 1822 között a pesti piarista gimnáziumban tanult, majd a pesti királyi tudományegyetemen jogot végzett, 1829-ben tette le ügyvédi vizsgáját és esküjét. Az 1832–1836-os, az 1839–1840-es, az 1843–1844-es és az 1847–1848-as országgyűlésen a báró Podmaniczky család egyes jelen nem levő mágnásainak volt képviselője. A felségsértési perben elítélt báró Wesselényi Miklós bizalmasa, segítője volt. 1847 júniusában Pest városi polgárjogot kapott. 1856 és 1861 között pesti ügyvédként működött.
A Kerepesi úti temetőben helyezték örök nyugalomra 1872. május 2-án. Sírja 2018-ban már beazonosíthatatlan volt.

## Munkái
- A magyar váltójog kézikönyve. Pozsony, 1840.

Beszélye van az Athenaeumban (1841.)